# دلفت
دلفت Delft  هي مدينة هولندية بمقاطعة جنوب هولندا غرب هولندا بين لاهاي و روتردام.
يعتبر مركز دلفت تاريخي، وقد تطور في القرن 19 حتى أصبحت مدينة و بسبب وجود جامعة دلفت للتكنولوجيا ووجود مراكز البحوث العلمية المنظمة الهولندية للبحوث العلمية التطبيقية و دلتارس تعتبر دلفت مدينة المعرفة.
من خلال تاريخ هولندا عرفت دلفت من خلال إقامة فيلم الكتوم فيها منذ عام 1572 وقد قتل فيها أيضاً عام 1584. ومنذ ذلك الوقت أصبحت العائلة الملكية تدفن هناك. و القديس شفيع لمدينة دلفت هو أنتيبوب هيبوليتوس.

## ما تشتهر به
تشتهر بصناعة الخزف المعروف بخزف دلفت. لم يتغير مظهرها كثيرا منذ رسم يوهانس فيرمير (الذي ولد بها) لوحته المشهورة منظر دلفت.
من معالمها الكنيسة الجديدة و مبنى بلدية دلفت والكنيسة القديمة و بها أيضاً جامعة فنية.

## طوبوغرافيا
خريطة طوبوغرافية هولندية لبلدية دلفت، سبتمبر 2014، (تقرأ بعد ثلاث نقرات على الخريطة).

## توأمة
لدلفت اتفاقيات توأمة مع كل من:
- أراو
- كفار سابا
- فرايبرغ
- آدابازاري
- Royal Borough of Kingston upon Thames [الإنجليزية]‏
- كاستروب راوكسل
- بريتوريا
- توزلا

## أعلام
- هاري فوس
- ألبرت كلايفر
- يوهانس فيرمير
- هندريكا جوانا فان ليوين
- هوغو غروتيوس